# HMS Hostile (H55)
HMS «Хостайл» (H55) (англ. HMS Hostile (H55) — військовий корабель, ескадрений міноносець типу «H» Королівського військово-морського флоту Великої Британії за часів Другої світової війни.
HMS «Хостайл» був закладений 27 лютого 1935 на верфі компанії Scotts Shipbuilding and Engineering Company, Грінок. 10 вересня 1936 увійшов до складу Королівських ВМС Великої Британії.